# 胡門尼基 (里夫內區)
50°37′36″N 25°58′7″E / 50.62667°N 25.96861°E
胡門尼基（烏克蘭語：Гуменники），是烏克蘭西北部里夫内州里夫内区佳季科維奇市鎮的村落。始建於1587年，面積0.35平方公里，海拔高度185米，2001年人口70，人口密度每平方公里200人。